# Kościół św. Antoniego z Padwy w Kłodzinie
Kościół św. Antoniego z Padwy w Kłodzinie – katolicki kościół filialny zlokalizowany we wsi Kłodzino w gminie Przelewice, w powiecie pyrzyckim (województwo zachodniopomorskie). Jest filią parafii św. Michała Archanioła w Rosinach.

## Historia i architektura
Kościół zbudowany został w XIII wieku. Jest budowlą salową, sytuowaną na planie prostokąta o wymiarach 22,2×11 m. Dolne partie murów wykonano z kostek granitowych ułożonych w 6–7 warstw, wyższe wymurowano z nieobrobionych kamieni. Początkowo kościół był budowlą bezwieżową, wieża została dobudowana w późnym średniowieczu i następnie przebudowana pod koniec XVII wieku. W dolnych partiach wieży znajdują się zamurowane przejazdy arkadowe.
We wschodniej ścianie kościoła znajduje się zamurowany portal ostrołukowy oraz ślady trzech ostrołukowych okien. Jej późnośredniowieczny kamienno-ceglany szczyt zdobiony jest trzema ostrołukowymi blendami. Portal w ścianie zachodniej nie zachował się, być może został zasłonięty. W ścianie północnej widoczny jest ślad po zamurowanym portalu kamiennym, obok którego znajduje się profilowany ceglany portal późnogotycki. W ścianach bocznych znajdują się po trzy ostrołukowe pierwotnie okna, przemurowane w okresie nowożytnym.
Po II wojnie światowej kościół został rekonsekrowany jako świątynia katolicka w dniu 13 czerwca 1946 roku.
Wewnątrz kościoła zachowało się historyczne wyposażenie: późnobarokowy ołtarz ambonowy ze zdemontowanym koszem, granitowa chrzcielnica z przełomu XIV i XV wieku oraz XIX-wieczna empora organowa. Wnętrze wyłożone jest ceglaną posadzką. Otynkowany drewniany strop pokryty jest wykonanymi współcześnie malowidłami. W jednym z okien znajduje się witraż ufundowany w 1914 roku przez Marię von Randow. Na wieży kościelnej zachował się XV-wieczny dzwon.
Do kościoła przylega cmentarz, otoczony murem.